# Reichenbachia spatulifer
Reichenbachia spatulifer är en skalbaggsart som beskrevs av Thomas Casey 1897. Reichenbachia spatulifer ingår i släktet Reichenbachia och familjen kortvingar. Inga underarter finns listade i Catalogue of Life.